# Cabezarados
Cabezarados – gmina w Hiszpanii, w prowincji Ciudad Real, w Kastylii-La Mancha, o powierzchni 80,36 km². W 2011 roku gmina liczyła 352 mieszkańców.